# SS Continental

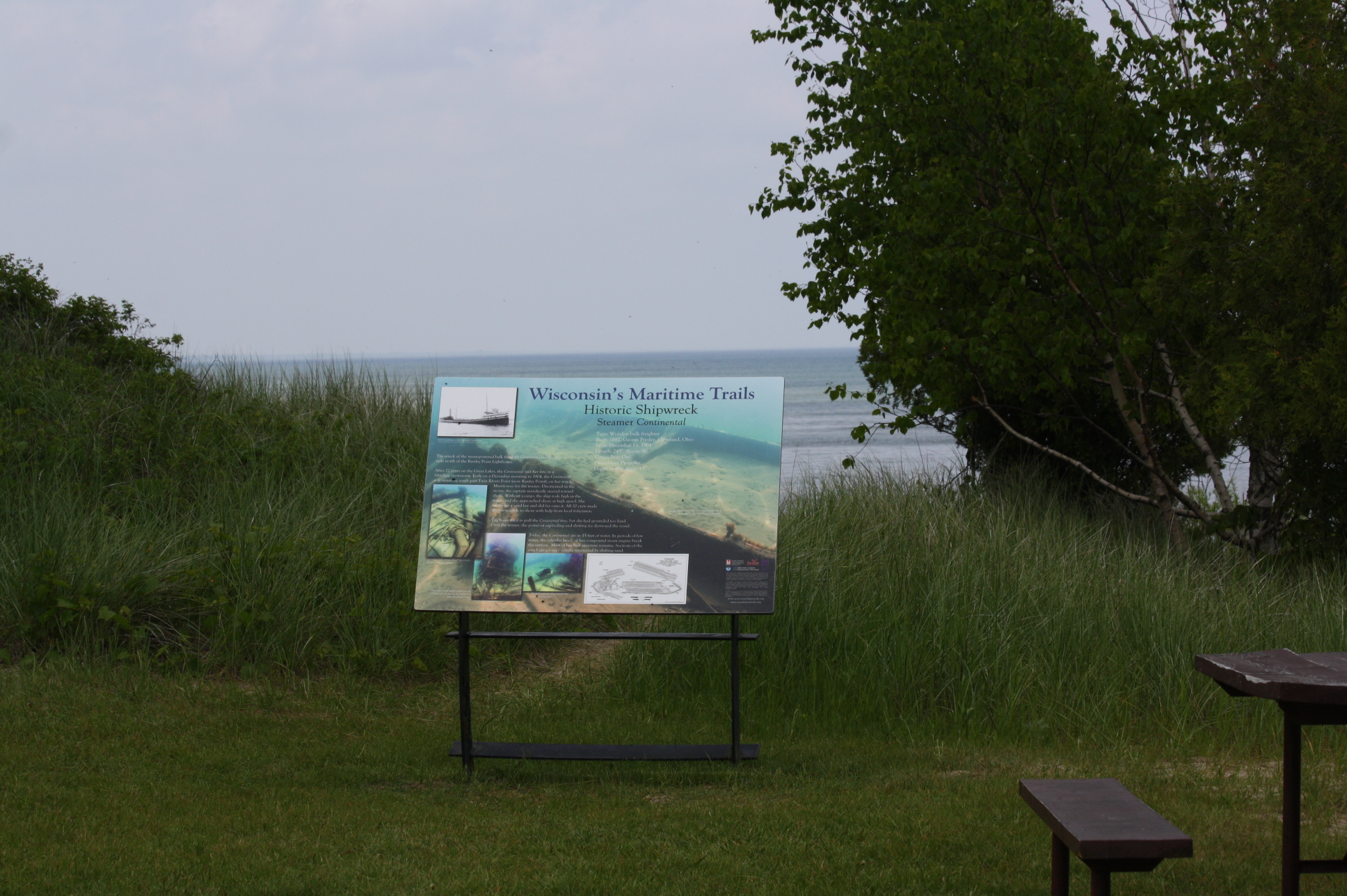
Uma placa marcando o naufrágio do navio Continental

Continental foi um graneleiro que afundou ou naufragou no Lago Michigan, na costa de Two Rivers, Wisconsin, Estados Unidos. Em 2009, o local do naufrágio foi adicionado ao Registo Nacional de Locais Históricos.

## História
O Continental foi construído em Cleveland, Ohio em 1882. Ele afundou ou naufragou a 1 milha a norte de Twin River Point Light numa tempestade de neve em 12 de dezembro de 1904, enquanto viajava para Manitowoc, Wisconsin para serviços de inverno e reparos.